# Адриан и Александр
«Адриан и Александр» — группа Александра Щербины и Адриана Крупчанского, сочетающая в своём творчестве авторскую песню, арт-рок и другие жанры.

## История
Группа Адриан и Александр началась с того, что в 2000 году на одном из выездных концертов в Санкт-Петербурге к выступавшему до этого сольно барду Александру Щербине присоединился гитарист Адриан Крупчанский. В следующем году начались регулярные выступления дуэтом по сохранившемуся до сих пор принципу: «песни Александра Щербины в аранжировках Адриана Крупчанского». Название было утверждено после написания Александром песни «Адриан и Александр», подаренной Адриану на его день рождения.
В 2001-м году на студии «Мелодия» за два дня был записан и сведён первый совместный альбом «Рымба». Впоследствии музыканты раскаялись в своём первом опыте совместной звукозаписи — они были просто не готовы к такой работе. Однако после нескольких лет активной концертной деятельности дуэт, постепенно обрастая музыкантами, сейчас составляющими основной состав, записал два распространяемых до сих пор альбома: «Песня о безумной Маше» и «Импровизация на тему» (звукорежиссёром обоих выступил Денис Вакуленко)
12 августа 2013 была начата краудфандинговый проект на сайте Planeta.ru по поддержке группы для выпуска нового альбома «Лайф из гуд».

## Официальная дискография

### «Песня о Безумной Маше»
Первый концептуальный альбом совместного проекта Александра Щербины [стихи, музыка] и Адриана Крупчанского [аранжировки]. Записан в режиме спонтанно-продуманного джем-сейшена при непосредственном участии великого множества не менее великих друзей-музыкантов. Собственно отсюда — ощущение и некоторой эклектичности, и абсолютной незамыленности материала, что в целом весьма точно передаёт атмосферу живого общения — исполнителей, музыкантов, слушателей.

### «Импровизация на тему»
Второй концептуальный альбом совместного проекта Александра Щербины [стихи, музыка] и Адриана Крупчанского [аранжировки]. В отличие от арт-рокового ПЕСНЯ О БЕЗУМНОЙ МАШЕ [2003], новый альбом решён в стилистике классического французского шансона и бардовской песни новой волны. Максимально плотное звучание при минимуме инструментов и уже привычное жанровое свободолюбие — вот, примерно, то к чему стремились участники проекта, затевая запись нового [а теперь, пожалуй, и не нового уже] альбома.

## Распад
В 2013 году группа распалась в связи с уходом из неё Адриана Крупчанского. Александр Щербина продолжает выступать в составе группы «ПаYзы им. Станиславского».
В сентябре 2017 Адриан и Александр спели вместе небольшой блок на фестивале Переплет в США.

## Отзывы о творчестве группы
«Адриан и Александр» — это тот случай, когда лучше один раз увидеть, чем сто
раз услышать. Увидеть, чтобы почувствовать их обаяние, музыкальность и
драйв!
Георгий Васильев, бард
Дуэт «Адриан и Александр» — яркая новость в нашем песенном мире. Я не пишу «в бардовском» или « в мире рока», потому что не в силах определить жанр этих песен. Я бы написал благородное слово «шансон», если бы его не испоганили у нас брендом разнопошлятины блатного пошиба. В этом дуэте шансонье — Александр Щербина, совершенно современный, городской, нервный и, что для меня всегда особенно ценно, с хорошо развитым чувством юмора и слова. Аранжировки и вокал его сподвижника Адриана Крупчанского замечательно обогащают сочинения Александра и делают возможным говорить не просто о дуэте, а о «Театре Адриана и Александра», так как у них для этого уже есть важнейшее качество: свой стиль. 
Юлий Ким, бард, поэт, драматург
Хорошие стихи, хорошая музыка, хорошее исполнение — что ещё нужно слушателю, чтобы спокойно встретить старость. Хотя в случае с Сашей Щербиной и его дуэтом с Адрианом формула не срабатывает. С их концертов уходишь моложе. И лучше.
Игорь Иртеньев, поэт
Семь лет подряд я снимал на разных каналах телепрограммы о бардах, поэтому имею некоторое представление об авторской песне. Мужские дуэты, лично для меня, легко уместятся на пальцах одной левой — классика и цвет жанра. «Адриан и Александр» чуть ли не вдвое моложе, так что и разговор о них будет короткий. И не разговор даже, а мой гордый грузинский тост и откровенное признание в симпатии — к ним самим и к их сочинительству. Для меня самое удивительное, как в них, при всей традиционной для жанра душевности и дуэтной яркости, силён этот здоровый творческий авантюризм и музыкальное многообразие… Так что давайте так — за их успех, за их здоровье, и за наши долгие годы — чтобы слушать и завидовать!
Михаил Кочетков, бард, телеведущий

## Участники группы
- Александр Щербина — стихи, музыка, акустическая гитара, вокал
- Адриан Крупчанский — аранжировки, акустическая гитара, вокал
- Андрей Байрамов — барабаны
- Лев Кузнецов — бас-гитара, акустическая гитара, губная гармоника, бэк-вокал
- Мария Логофет — скрипка
- Олег Козлов — перкуссия

В записях альбомов группы также принимали участия баянист Айдар Гайнуллин (известный участием в Шансон-Ковчеге), гармошечник Владимир Кожекин, гитарист Иван Жук и многие другие музыканты.